# Ramusella debililamellata
Ramusella debililamellata är en kvalsterart som först beskrevs av Kulijev 1962.  Ramusella debililamellata ingår i släktet Ramusella och familjen Oppiidae. Inga underarter finns listade i Catalogue of Life.